# Как стать звездой
«Как стать звездой» — двухсерийный музыкальный фильм 1986 года режиссёра и сценариста Виталия Аксёнова. Снят Первым творческим объединением киностудии «Ленфильм» с лета 1985 по февраль 1986 года. Является одним из первых советских фильмов, в котором был показан брейк-данс.
В фильме снялись Валерий Леонтьев, клоуны клоун-мим-театра «Лицедеи», театр современного балета Бориса Эйфмана, театр мод Вячеслава Зайцева, театр-студия пантомимы «Терра Мобиле», бит-квартет «Секрет». В картину включены хроникальные съёмки выступлений артистов советской и зарубежной эстрады. Музыку к фильму написал композитор Виктор Резников при участии рок-группы «Марафон», в эпизодах также звучат песни Раймонда Паулса.
Был выпущен на видеокассетах осенью 1986 года. Первый показ фильма состоялся в кинотеатре «Художественный» в Ленинграде в новогоднюю ночь 31 декабря 1986 года. В широкий прокат картина вышла 26 марта 1987 года. По данным журнала «Советский экран», «Как стать звездой» стал одним из лидеров по кассовым сборам среди советских полнометражных фильмов, выпущенных в третьем квартале 1987 года: за 12 месяцев проката фильм посмотрело 15,6 миллиона зрителей. По другим данным, за год фильм посмотрело 40 миллионов зрителей. Телевизионная премьера фильма состоялась 1 мая 1989 года по Ленинградской программе.

## Сюжет
Фильм представляет собой эстрадно-развлекательное шоу, составленное из череды концертных номеров. Проводниками в этом музыкальном путешествии по разным временам и странам являются ведущие популярной передачи ленинградского телевидения «Кружатся диски», певец Максим Леонидов и говорящий попугай Вака. Не давая рекомендаций, как стать «звездой», они подводят зрителя к мысли о том, что искусство эстрады требует большой самоотдачи. Авторы фильма назвали его «Поп-руководством для начинающих знаменитых артистов». 

## Художественные особенности
По словам Николая Фоменко («Секрет») и Анны Орловой («Лицедеи»), все действия актёров в фильме основаны на импровизации, а трюки рождались во время соперничества «Лицедеев» и «Секрета». За 12 месяцев проката фильм посмотрело 40 миллионов зрителей.
По словам Фоменко, на момент съёмок Валерий Леонтьев и Алла Пугачёва были самыми популярными артистами советской эстрады, этим и объясняется частое появление Леонтьева в картине. После выхода фильма известность Леонтьева возросла ещё больше. 
В фильме присутствуют сцены демонстрации брейк-данса в исполнении театра-студии пантомимы «Терра Мобиле» (Николай Курушин, Михаил Ушаков, Галина Волкова, Лариса Лебедева, Надежда Михеенко, худ. руководитель Вадим Михеенко): во время выступления Валерия Леонтьева с песней «Я живу» и на асфальте возле трамвая.
В фильме есть фрагменты кинохроники про французскую певицу Эдит Пиаф, американского певца Луи Армстронга, рок-н-ролл-движение 1950-х годов, британскую группу The Beatles. Показаны фрагменты выступлений Аллы Пугачёвой на фестивалях «Золотой Орфей» и «Сан-Ремо», фрагменты шоу парижского кабаре «Лидо». Также показаны несколько фрагментов с концерта группы Kiss, в самом начале фильма есть немного кадров с Адриано Челентано. Также использовался фрагмент немого фильма «Падающего толкни» (1916) с Александром Вертинским. Первоначально содержался фрагмент из фильма «Кабаре» — дуэт «Money Makes the World Go Around» с участием Лайзы Миннелли; однако из версий, выпущенных на VHS и DVD, этот фрагмент был удалён.
Был выпущен на видеокассетах осенью 1986 года: кассеты можно было приобрести в магазинах и взять напрокат в видеотеках. В 1996 году сокращённая версия фильма длиной в 133 минуты, демонстрировавшаяся в 1980-е годы в кинотеатрах, была выпущена студией «Ленфильм видео» на видеокассетах. В 2007 году киновидеообъединение «Крупный план» выпустило сокращённый вариант фильма на DVD, а на видеокассетах была выпущена полная версия длиной в 172 минуты.

## В ролях
- клоуны клоун-мим-театра «Лицедеи» (худ. рук. Вячеслав Полунин): Леонид Лейкин, Роберт Городецкий, Виктор Соловьёв, Анна Орлова, Антон Адасинский, Елена Ушакова, Валерий Кефт, Сергей Шашелев, Галина Войцеховская, Г. Урицкий, Николай Терентьев, Анвар Либабов[5]
- театра современного балета Бориса Эйфмана (худ. рук. Борис Эйфман)[5]
- театр мод (руководитель Вячеслав Зайцев)[5]
- театр-студия пантомимы «Терра Мобиле» (Николай Курушин, Михаил Ушаков, Галина Волкова, Лариса Лебедева, Надежда Михеенко, худ. руководитель Вадим Михеенко)[5][4]
- бит-квартет «Секрет»: Максим Леонидов, Николай Фоменко, Андрей Заблудовский, Алексей Мурашов[5]
- группа каскадёров: Н. Никитин, Б. Бурлачко, Б. Александров, Н. Сысоев, Н. Павлюк, А. Пангаев, Г. Грушевский, В. Соловьёв, И. Скворцов[5]
- водитель трамвая: Анатолий Сливников[5]
- экипаж корабля «Василий Банькин»[5]
- попугай Вака (голос): Владимир Татосов[5]
- артисты советской эстрады: Валерий Леонтьев, Раймонд Паулс, Иво Линна, Тынис Мяги, Анна Твеленёва, Татьяна Гаккель, Игорь Скляр, Ирина Василенко, Владимир Кирсанов, Раймонд Паулс, Харри Баш[5]
- использованы кадры выступлений Леонида Утёсова, Андрея Миронова, Аллы Пугачёвой, Геннадия Хазанова[5]
- использованы хроникальные кадры выступления французского певца Мориса Шевалье, гастроли Марлен Дитрих в Варшаве, выступления квартетов «Битлз», «Дени», Майкла Джексона и Дайаны Росс, музыкантов джаза: Луи Армстронга, Каунта Бейси, Дюка Эллингтона, Эллы Фицджеральд и других зарубежных артистов[5]
- В эпизодах: Юрий Николаев, Евгений Тиличеев и другие[5]

## Съёмочная группа
- Автор сценария и режиссёр-постановщик: Виталий Аксёнов[5]
- Оператор-постановщик: Иван Багаев
- Художник-постановщик: Станислав Романовский
- Композитор: Виктор Резников
- Звукооператор: Игорь Вигдорчик

## Саундтрек
18 февраля 1988 года Всесоюзная фирма «Мелодия» выпустила на грампластинках компиляцию «Песни Виктора Резникова из кинофильма „Как стать звездой“» (С60 26653 002):

Сторона 1

Пластинка «Песни из кинофильма „Как стать звездой“»

1. Не забудь (А. Вознесенский) — Максим Леонидов — 4:02
2. Как дела, старина? (В. Резников, М. Леонидов) — группа «Секрет» — 3:31
3. Дарю, дарю! (А. Римицан) — группа «Секрет» — 2:52
4. Меняю (А. Вознесенский) — Иво Линна, Тынис Мяги — 3:33
5. Признание (В. Резников) — Марьяна Ганичева — 4:10

Сторона 2
1. Я живу (В. Резников, А. Римицан) — Валерий Леонтьев — 4:48
2. Сонет № 65 (У. Шекспир, перевод С. Маршака) — Валерий Леонтьев — 4:07
3. Биочасы (А. Римицан) — Валерий Леонтьев — 2:51
4. Карточный домик (Л. Виноградова) — Валерий Леонтьев — 4:46
5. Бегайте трусцой (В. Резников) — В. Резников — 2:20

Музыка: рок-группа «Марафон» п/у Виктора Смирнова.

Звукорежиссёр: И. Викдорчик. Редактор: И. Рябова. Художник: А. Кабанов. Фото: М. Лели и В. Барановского.

Ленинградская студия грамзаписи. Записи киностудии «Ленфильм», 1986 г.
В фильме представлены коллажи на песни: «Всё хорошо, прекрасная маркиза» (муз. обработка — Александр Цфасман, перевод — А. Безыменский), «Марлен» (музыка и слова — Александр Вертинский).

## Критика
В 1986 году в мартовском номере журнала «Советский экран» анонсировали, что постановщик и сценарист Виталий Аксёнов определяет жанр своей картины как «музыкальное обозрение, которое позволит зрителям познакомиться с творчеством звёзд советской и зарубежной эстрады».
В 1987 году в июльском номере журнала «Новые фильмы» фильм был назван «первым опытом создания настоящего эстрадно-развлекательного шоу» в отечественном кино.
А в июльском номере журнала «Спутник кинозрителя» кинокритик Борис Берман также отметил, что это «первый опыт кинематографической эстрадной программы», а подлинной «звездой» картины назвал ленинградских «Лицедеев», которые пытаются доказать зрителю, что «их возможности поистине безграничны». Среди недостатков автор упомянул слишком частое появление в картине Валерия Леонтьева и небольшое присутствие Аллы Пугачёвой, которая, по его мнению, отказалась участвовать в фильме.